# 336 v. Chr.
Portal Geschichte | Portal Biografien | Aktuelle Ereignisse | Jahreskalender | Tagesartikel

◄ |
5. Jahrhundert v. Chr. |
4. Jahrhundert v. Chr. |
3. Jahrhundert v. Chr. |
►

◄ | 350er v. Chr. | 340er v. Chr. | 330er v. Chr. | 320er v. Chr. |
310er v. Chr. |
►

◄◄ | ◄ | 339 v. Chr. | 338 v. Chr. | 337 v. Chr. | 336 v. Chr. |
335 v. Chr. |
334 v. Chr. |
333 v. Chr. |
► |
►►

## Ereignisse

### Politik und Weltgeschehen

#### Griechenland

Griechenland und Vorderasien zum Zeitpunkt von Philipps Tod

- Frühjahr – Erste makedonische Truppen (10.000 Mann) unter Parmenion überqueren den Hellespont und landen in Asien, werden aber von persischen Truppen unter Memnon von Rhodos vor Attarneos aufgehalten. Ein weiterer Vormarsch wird zudem durch die Ermordung Philipps II. verzögert.
- Sommer – Philipp II. König von Makedonien wird während der Hochzeit seiner Tochter Kleopatra mit Alexander I., König von Epiros, in Aigai von Pausanias ermordet. Der Attentäter wird kurz darauf von Freunden seines Sohns Alexander getötet.
- Alexander der Große wird im Alter von 20 Jahren König von Makedonien.
- Alexander der Große trifft in Korinth ein, um sich der Gefolgschaft der griechischen Städte nach Philipps Tod zu versichern. In Thrakien und Illyrien kommt es dagegen zu Rebellionen gegen ihn.

#### Vorderasien

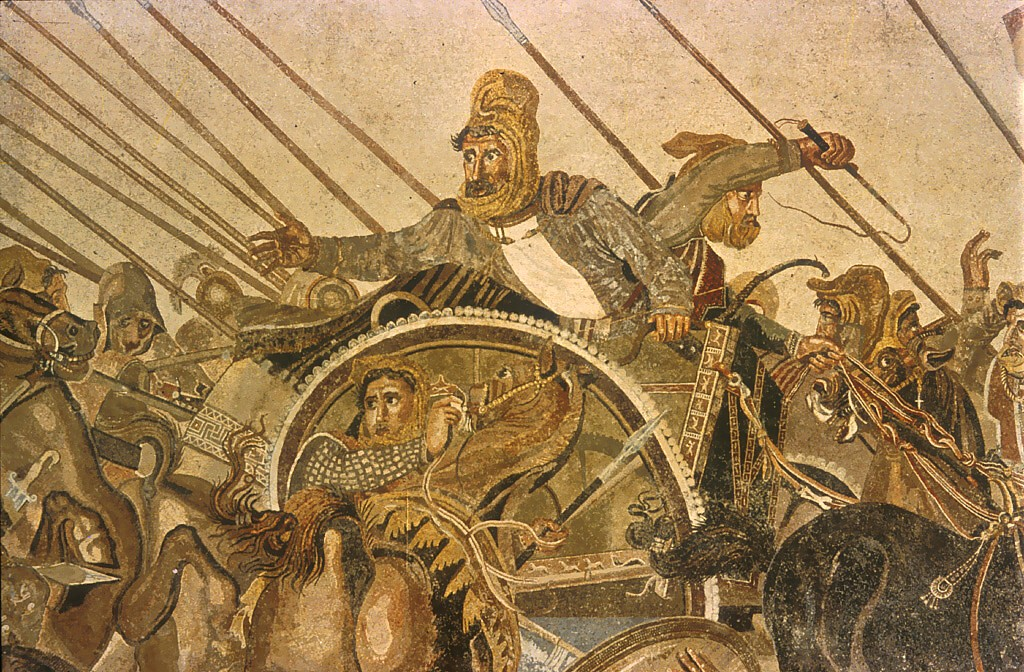
Dareios, nach dem Alexandermosaik

- Arses, seit 338 v. Chr. persischer Großkönig, wird von Bagoas ermordet, der bereits Arses' Vater Artaxerxes III. vergiftet hatte. Neuer Großkönig wird Dareios III., der nun seinerseits Bagoas vergiftet.

#### Römische Republik
- Die Römer erobern Teanum Sidicinum, den Hauptort der Sidiciner.

### Sport
- Der Athener Dioxippos gewinnt den Pankration bei den Olympischen Spielen.

### Natur und Umwelt
- 4. Juli: Totale Sonnenfinsternis in Ägypten und Palästina

## Geboren
- 336 v. Chr.: Arrhabaios, mazedonischer Königsmörder
- um 336 v. Chr.: Demetrios I. Poliorketes, König von Makedonien († 283 v. Chr.)

## Gestorben
- Amyntas IV., König von Makedonien (* 362 v. Chr.)
- Arses, persischer Großkönig
- Attalos, makedonischer Feldherr
- Bagoas, persischer Eunuch, Königsmörder
- Kleopatra, makedonische Königin
- Pausanias, makedonischer Königsmörder
- Philipp II., König von Makedonien (* um 382 v. Chr.)